# 蘭德爾斯布拉夫 (密西西比州)
蘭德爾斯布拉夫（英語：Randalls Bluff）是位於美國密西西比州溫斯頓縣的鬼鎮。

## 歷史
蘭德爾斯布拉夫的郵局於1858年設立，其後於1904年停運。

## 地理
蘭德爾斯布拉夫所處的海拔為高於海平面148米（即486英呎），而該地所採用的時區為UTC-6，即北美中部時區（CST）。同時該地設有夏令時間，為UTC-6調快一小時，即UTC-5（CDT）。